# كليوباترا ستراتان
كليوباترا ستراتان هي مغنية رومانية مولودة في مولدوفا (في 6 أكتوبر 2002)  ، وهي تعتبر أصغر شخص يسجل نجاحاً تجاريا على الإطلاق، من خلال ألبومها La vârsta de trei ani عام 2006 («وهي في سن 3»). وتحمل الرقم القياسي لأعلى فنانة شابة أجراً، وأصغر فنانة تحصل على جائزة MTV وأصغر فنانة تسجل رقم 1 في بلد ما. في أواخر عام 2011 انتقلت كليوباترا وعائلتها ليعيشون في بيبيرا. وفي عيد ميلادها الثامن عشر أعلنت كليوباترا خطوبتها على عازف منفرد يبلغ من العمر 24 عامًا، إدوارد ساندا.

## حياتها المبكرة
كان بافيل ستراتان والد كليوباترا، في استوديو يسجل أغنية مع كليوباترا البالغة من العمر ثلاث سنوات. أمسكت الميكروفون بتهور وبدأت في الغناء مع بافيل. فذهل الجميع حينها، وانتهى بهم الأمر بتسجيل الأغنية مع أداء كليوباترا للغناء الرئيسي، واقترح الجميع أنها أصغر من شيرلي تمبل، ويجب إدراجها في كتاب غينيس للأرقام القياسية كأصغر موهبة على الإطلاق تؤدي أداءاً على خشبة المسرح وتسجل ألبومها الخاص.  وتم ترجمة بعض أغانيها إلى اللغة الإنجليزية  والإسبانية. وتم إصدار La vârsta de 3 ani و Ghi maxi-single في اليابان. كان ألبوم La vârsta de trei ani («في سن 3») عبارة عن قرص بلاتيني مزدوج صدر في صيف عام 2006 وبيع منه أكثر من 150000 نسخة في رومانيا. في ديسمبر 2006، أعلن والدها أنها لن تغني علناً حتى يتم إصدار الألبوم التالي.
في ديسمبر 2006، صدرت أكبر أغنية لكليوباترا هي أغنية "Ghi".
في عام 2008، أصدرت كليوباترا ألبومها الثاني بعنوان La vârsta de 5 ani مع الأغنية الناجحة "Zunea-Zunea". في 13 ديسمبر 2008، وُلد شقيقها سيزار (الذي سمته كليوباترا). في خريف عام 2009، أصدرت ألبومها الثالث Colinde magice ، الذي يغطي ترانيم عيد الميلاد الرومانية التقليدية، كألبوم خاص بعيد الميلاد. بعد ثلاث سنوات، في عام 2012، أصدرت كليوباترا ألبومها الرابع Melodii Pentru Copii ، ولكنه لم يحقق النجاح الذي حققته مع الألبومات الثلاثة الماضية.

## ألبومات
- La vârsta de 3 ani (2006، ألبوم Pop ، الطول الإجمالي: 38:16)

1. "Ghiță" - 3:17
2. "Cuțu" - 3:03
3. "Te-am întâlnit" - 2:34
4. "Șansa" - 2:22
5. "Noapte bună!" - 3:54
6. "Surprize" - 3:23
7. "Număr pân' la unu"
8. "Mama" - 3:58
9. "De ce?" - 4:15
10. "Zuzu-zuzu" – 2:08
11. "Oare cât؟" - 2:01
12. "Pasărea pistruie" - 3:44

- La vârsta de 5 ani (2008، ألبوم Pop ، الطول الإجمالي: 32:25)

1. "Zunea-Zunea" - 2:59
2. "Elefantul și furnica" – 3:04
3. "Lupul، iezii și vizorul" - 4:17
4. "Vino، te aștept" - 3:00
5. "Cățeluș cu părul creț" - 3:28
6. "Dăruiește" - 3:45
7. "Gâște-gâște" - 2:43
8. "Melc-melc" – 2:42
9. "Refrenul dulcilor povești" - 3:00
10. "Va veni o zi într-o zi" - 3:27

- Crăciun Magic (Magic Christmas) (ألبوم عيد الميلاد لعام 2009، الطول الإجمالي: 43:48)

1. Domn, Domn, să-nălțăm (ربنا يارب تبارك) 3:10
2. Îngerii șoptesc (الملائكة ويسبر) 3:38
3. Steaua sus răsare (النجم يرتفع) 2:44
4. Deschide ușa ، كريتين (افتح الباب، كريستيان) 5:33
5. فينيت، أيرنا venit (جاء الشتاء) 3:41
6. La Betleem colo-n jos (أسفل هناك في بيت لحم) 3:02
7. Într-un miez de noapte (في منتصف الليل) 3:50
8. ليرو دوامن (يا رب) 4:19
9. Florile dalbe (الزهور البيضاء) 3:04
10. Seara de Crăciun frumos (ليلة عيد الميلاد الجميلة) 4:23
11. Astăzi sa Născut Hristos (المسيح ولد اليوم) 2:42
12. Maria și Iosif colindă (ماري وجوزيف واندر) 3:04

- Melodii Pentru Copii (2012) (1 يونيو 2012)

1. "Când Voi Crește Mare"
2. «مو مارتن»
3. "Mama Mea e Cea Mai"
4. «فيسيل إيبوراش»
5. "Frățiorul Meu"
6. "Trei Buburuze"
7. «هوبا هوب»
8. «أورسوليول بامبوليتش»
9. «بنترو نوي دوي»
10. "Parcul Zoologic"

## روابط خارجية
- الموقع الرسمي